# Vagaj
Il Vagaj (in russo: Вагай) è un fiume della Russia che scorre nell'oblast' di Tjumen' nella Siberia occidentale. È un affluente sinistro dell'Irtyš e di conseguenza un subaffluente dell'Ob'.

## Geografia
La lunghezza del Vagaj è di 555 chilometri. Il suo bacino idrografico si estende su 23 000 chilometri quadrati, l'equivalente della superficie della Lombardia.
Il bacino idrografico del Vagaj è localizzato fra i bacini inferiori del Tobol e dell'Išim.

La sorgente del Vagaj si trova a un'altitudine di 128 metri in una torbiera situata a circa 40 chilometri a est della città di Zavodoukovsk. Scorre da ovest a est per un tratto di circa 100 chilometri. Poi il suo corso s'incurva progressivamente verso  nord e prende così la direzione da sud-ovest a nord-est.

Si getta nell'Irtyš a 55 chilometri a monte dalla confluenza con il Tobol.
Nel suo corso superiore, è accompagnato a destra dalla ferrovia Transiberiana (settore fra Tjumen' e Omsk).

## Storia
È a livello della confluenza tra il Vagaj e l'Irtyš che il capo cosacco Ermak Timofeevič, eroe nazionale e primo conquistatore russo della Siberia, morì affogato nel 1585, all'epoca dello zar Ivan il Terribile.

## Gelo e navigabilità
Il Vagaj è abitualmente ghiacciato dopo il mese di novembre e fino alla fine di marzo o all'inizio di aprile.

Nel resto dell'anno è navigabile con piccole imbarcazioni nella metà inferiore del suo corso.

## Affluenti
- Balachlej (affluente destro)
- Agitka (affluente destro)
- Ašlyk (affluente sinistro)

## Località attraversate
Vi sono poche città importanti lungo il corso del Vagaj: 
- Omutinskij, situata sul percorso della Transiberiana;
- la cittadina di Vagaj presso la confluenza con l'Irtyš.

## Portata
La portata del fiume è stata osservata per 39 anni (1961-1999) a Černoe, località situata a monte della confluenza Vagaj-Agitka, a circa 70 chilometri dalla confluenza con l'Irtyš .
A Černoe, la portata annuale media osservata nel periodo citata è stata di 22,0 m³/s per una superficie di drenaggio di più o meno 15 600 km², pari al 68% della totalità del bacino idrografico del fiume. La portata osservata non comprende le portate - importanti per il Vagaj - di due dei suoi principali affluenti: l'Agitka (7,33 m³/s) e l'Ašlyk (4,28 m³/s).

Le precipitazioni annuali nel bacino ammontano a 44,5 millimetri, valori considerati mediocri, ma tipici per le regioni aride del sud della Siberia occidentale.
Portate medie mensili del Vagaj (in m³/s) misurate alla stazione idrometrica di Černoe
Dati calcolati su 39 anni
La portata media mensili osservata in febbraio (minima) è di 3,12 m³/s, pari al 3% della portata media di maggio (98,2 m³/s), dato chi sottolinea l'ampiezza molto elevata delle variazioni stagionali. Lungo il periodo d'osservazione di 39 anni la portata mensile minima è stata di 1,20 m³/s nel luglio del 1976 - estate di memorabile siccità anche in Europa -, mentre la portata mensile massima di 397 m³/s fu registrata nel maggio del 1987. Una portata mensile inferiore a 1,7 m³/s è rarissima.
Si può constatare anche una forte disparità fra anni diversi. Nel 1970 la portata media annuale fu di 53,96 m³/s, mentre fu solo di 6,55 m³/s nel 1975 e di 5,31 nel 1976.